# Кутка, Пятрас Каролевич
Пятрас Каролевич Кутка — советский хозяйственный и политический деятель.

## Биография
Родился в 1910 году в Барташунасе. Член КПСС.
Окончил курсы при ВПШ при ЦК ВКП(б).
Участник подпольного коммунистического движения в межвоенной Литве: секретарь подпольного Утенского укома КПЛ, инструктор ЦК КПЛ
В 1940—1941 гг. — первый секретарь Утенского укома КП(б)Л, председатель Утенского райисполкома.
Участник Великой Отечественной войны: секретарь подпольного Утенского райкома КП Литвы, командир партизанского отряда «Аудрос»
В 1944—1950 гг. — первый секретарь Утенского укома КП(б) Литвы.
В 1950—1959 гг. — первый секретарь Утенского райкома КП Литвы.
В 1959—1975 гг. — деятель культуры в Литовской ССР
Избирался депутатом Верховного Совета СССР 1-го созыва, Верховного Совета Литовской ССР 2-4-го созыва.
Заслуженный работник культуры Литовской ССР (1970).
Умер после 1986 года в Литве.

## Награды
- Орден Отечественной войны II степени (01.02.1945, 06.11.1985)
- Орден Трудового Красного Знамени (20.07.1950)
- Орден Красной Звезды (02.07.1945, 08.04.1947)
- Орден Знак Почёта (05.04.1958)